# Надежда (филм)
Вижте пояснителната страница за други значения на Надежда.
„Надежда“ е български игрален филм (документален) от 1990 година на режисьора Стефан Джамбазов.

## Сюжет
Филм за студентските събития през периода 1989 – 1990 г.

## Актьорски състав
Не е налична информация за актьорския състав.